# Right Now/Voice
「Right Now/Voice」（ライト・ナウ/ボイス）は、日本の歌手、三浦大知の13枚目のシングル。2012年12月12日リリース。

## 概要
- 『Right Now』は安室奈美恵やEXILEへの楽曲提供で知られるT.KURA/michicoとの初タッグによるスリリングでワイルドな攻めのダンスチューン。楽曲製作前のT.KURAとの打ち合わせでは、現在、USのR&Bの中でメインストリームにある、4つ打ちのダンス・ミュージックの中に入っても1つ飛び抜けるような真っ向から勝負して勝つもの、スリリングなもの、三浦大知にしか出来ないものを作りたいと話したと語っている。

- 『Voice』は三浦大知自身による作詞作曲のミディアムナンバーで自身も「今まで自分が書いてきた曲の中で、一番内面を歌いたいと思って書いた曲」とコメントするほど、心の傷や葛藤をリアルに描いた1曲。

- 両A面シングルをリリースするのは今回が初めてで、「今一番新しい三浦大知を感じてもらえるアッパーチューンの『Right Now』と、僕自身が作詞作曲を手掛けたミディアムチューンの『Voice』の両方を同時に収録することで、三浦大知のチャンネルの広さを提示できたら」と語っている。

- CD、CD+DVD（MUSIC VIDEO盤）、CD+DVD（LIVE盤）の3形態リリース。

## 収録曲
| #         | タイトル      | 作詞             | 作曲           | 時間  |
| --------- | ------------- | ---------------- | -------------- | ----- |
| 1.        | 「Right Now」 | michico ScoopBop | T.Kura michico | 5:24  |
| 2.        | 「Voice」     | 三浦大知         | 三浦大知 UTA   | 4:45  |
| 3.        | 「Far away」  | 三浦大知         | 三浦大知 UTA   | 4:44  |
| 合計時間: | 合計時間:     | 合計時間:        | 合計時間:      | 14:53 |

| #  | タイトル                    | 作詞 | 作曲・編曲 |
| -- | --------------------------- | ---- | ---------- |
| 1. | 「Right Now -MUSIC VIDEO-」 |      |            |

| #  | タイトル                                             | 作詞 | 作曲・編曲 |
| -- | ---------------------------------------------------- | ---- | ---------- |
| 1. | 「DAICHI MIURA LIVE 2012 "exTime Tour 2012" Digest」 |      |            |

- 2012.9.23 東京国際フォーラム

## ミュージックビデオ
監督
石井貴英
振付
Keone Madrid, 三浦大知
ダンサー
S**t kingz(shoji, kazuki, NOPPO, oguri), George Anzaldo, Chris Martin, Carlo Darang, Pat Cruz, Ai Shimatsu
アメリカ・ロサンゼルスで撮影され、ダンスの振り付けは三浦大知自身が長年チェックを続けてきた、振付師/ダンサーのKeone Madridとの共作。バックダンサーには以前から三浦大知のバックダンサーを務め、アメリカの大会で2年連続の優勝経験を持つ日本のダンスチーム・S**tkingzのメンバー（Shoji、Kazuki、Noppo、Oguri）とアメリカのダンサー（George Anzaldo、Chris Martin、Carlo Darang、Pat Cruz）の男性ダンサー8人に加え、アジア人初でビヨンセのバックダンサーを務めたAi Shimatsuの計9人の日米のトップダンサーが参加。Ai Shimatsuとはペアダンスを披露している。
ミュージックビデオとは別にダンスのリハーサル動画がYouTube公式チャンネルで公開されており「鳥肌が立つレベルのクオリティ」と話題になった。この映像は2013年3月20日リリースのビデオクリップ集『Choreo Chronicle 2008-2011 Plus』に収録されている。

## タイアップ
Right Now
テレビ朝日系『musicる TV』12月度オープニングテーマ
Voice
ネスレ「キットカット オトナの甘さ」CMソング

## 収録アルバム
| 曲名      | 収録アルバム        | 発売日         | 備考                  |
| --------- | ------------------- | -------------- | --------------------- |
| Right Now | 『The Entertainer』 | 2011年11月30日 | 4thオリジナルアルバム |
| 同        | 『BEST』            | 2018年3月7日   | ベストアルバム        |
| Voice     | 『BEST』            | 2018年3月7日   | ベストアルバム        |